# フランスにおけるフェミニズム
フランスにおけるフェミニズムは、フランス革命に端を発する女性解放思想および運動である。思想面では、20世紀西欧女性解放思想の先駆けとなったシモーヌ・ド・ボーヴォワールの『第二の性』、運動面では、1960年代後半から1970年代前半にかけて、アメリカ合衆国のウーマンリブ運動とほぼ同時に起こった女性解放運動 (MLF) が重要である。フェミニズムは第一波と第二波に大別され、フランスにおける第一波フェミニズムは、オランプ・ド・グージュが1789年のフランス人権宣言（人間と市民の権利の宣言）に対抗して1791年に発表した『女性および女性市民の権利宣言』に始まる女性参政権運動や社会主義（サン＝シモン主義、フーリエ主義）に基づく女性解放運動であり、これに対して、1968年の五月革命 (Mai 68) を契機とする女性解放運動 (MLF) は、家父長制をはじめとする伝統的制度、社会習慣や意識に深く根を張る性差別や、歴史的・文化的構築物としての性差（ジェンダー）に焦点を当てた社会改革を目指す第二波フェミニズム の発端となった。

## フェミニズムという言葉 (フランス語) の語源
ブノワット・グルーの『フェミニズムの歴史』では、「フェミニズム」という言葉は社会主義者シャルル・フーリエの造語であるとされるが、実際には「フェミニスト的感性」、「フェミニスト的概念」といった形容詞で使われているのみで、「フェミニズム」という概念を用いているわけではない。ただし、フーリエのユートピア思想は男女平等に基づくものであり、以下に見るように、第一波フェミニズムの思想的基盤となった。一方、アレクサンドル・デュマ・フィスが1872年に発表した随筆『男・女』では実際に「フェミニズム」という言葉が使われているが、これは1870年頃から使われるようになった医学用語で、男性の発達障害である「女性化」を表わす言葉であり、デュマ・フィスはこれを侮蔑的な意味で用いている。フェミニズムという言葉を最初にポジティブな意味で公に使用したのは、第一波フェミニズムの女性参政権運動家で、1881年に『女性市民』紙を創刊したユベルティーヌ・オークレール (1848-1914)である。

## 中世後期からフランス革命まで

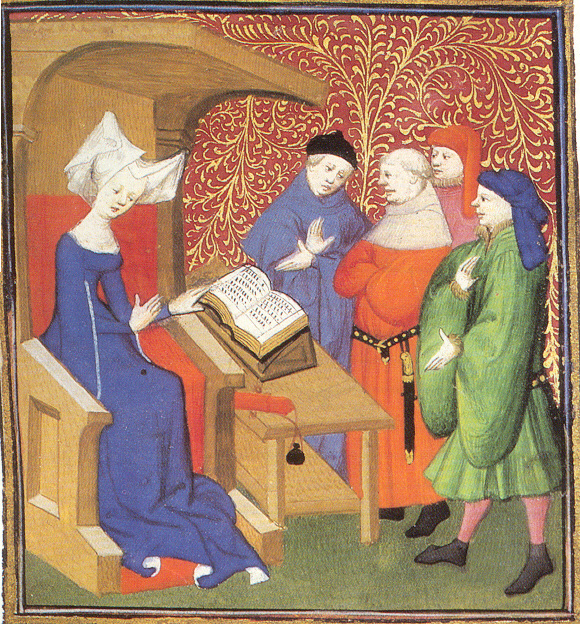
講義をするクリスティーヌ・ド・ピザン (1413年)

すでに中世後期には女性擁護や男女平等に関する書物が刊行されていた。フランス文学史上初の女性作家とされるクリスティーヌ・ド・ピザン (1364-1430) は、ボーヴォワールが『第二の性』でミソジニー（女性蔑視）を批判した最初の女性として挙げている作家であり、早くも1399年に執筆した『愛の神への書簡』で当時の女性たちが受けた非難・攻撃に反論している。特に物議を醸したのは、寓意文学の傑作『薔薇物語』におけるミソジニーを批判したときのことである。彼女はこの分析をさらに深め、1404年から翌年にかけて「理性」、「公正」、「正義」のユートピアを描いた寓意小説『女の都』、『女性教育のための3つの美徳』を発表した。これを機に、文学作品における女性や男女関係の表象は度々論争を巻き起こしたものの、ピザンはむしろ例外的であり、この後、女性問題を取り上げた著述家としてしばしば名前を挙げられるのは、モンテーニュの「義理の娘」マリー・ド・グルネー (1565-1645) である。彼女は、主に『男女平等』(1622年)、「女性の不満」(1626年) で女性の教育・職業参加、とりわけ、知的活動における男女の協力の必要性を訴えた。
一方、男性作家・哲学者のフランソワ・プーラン・ド・ラ・バール (1647-1725) は、1673年に発表した『両性平等論』でデカルトの精神（魂）と身体の二元論を批判し、魂には性別による差はない、男女の差は従来の慣習と教育によると主張した。
この他、フェミニズムの先駆けとして、フランス以外では、16世紀のハインリヒ・コルネリウス・アグリッパ (1486-1535、現ドイツ) の『男性に優れる女性の高貴さと卓越性について』、モデラータ・フォンテ (1555-1592、現イタリア) の『女性の価値』、また、女性の地位向上につながる書物を著した17世紀の女性作家としては、ハナ・ウリー (1622-1675、現イギリス)、マーガレット・キャヴェンディッシュ (1623-1673、現イギリス)、ソル・フアナ＝イネス・デ・ラ・クルス (1651-1695、現メキシコ) などが挙げられる。

## 第一波フェミニズム

### フランス革命期

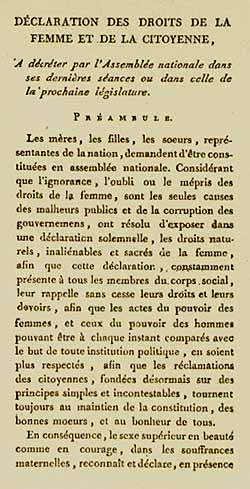
1791年『女性および女性市民の権利宣言』序文

18世紀に入ってから、男女は自然権により平等であり、女性が社会的に劣った存在として扱われるのは教育制度をはじめとする諸制度によるものであるという考え方が徐々に広がっていたが、これが社会運動に発展したのは18世紀末のフランス革命（1789-1799）においてである。封建的・絶対主義的国家体制の解体による近代社会の実現を目指すこの市民革命では、自由・平等・友愛の精神、人民主権、言論の自由、自由・平等の理念を謳った1789年のフランス人権宣言（人間と市民の権利の宣言）が採択された。さらに1791年憲法が制定されたとき、オランプ・ド・グージュ (1748-1793) は、これらにおける「人間」は「男性」のことであり、女性の権利は保障されないことに抗議して、1791年9月に『女性および女性市民の権利宣言』を発表した。革命期にはグージュのほか、女性を中心とするパリ市民の窮乏を訴える行進（ヴェルサイユ行進）を率いたテロワーニュ・ド・メリクール (1762-1817)、1793年に女性市民が果たす役割の重要性を訴え、女性のみによる革命的共和主義女性協会を結成したポーリーヌ・レオン (1768-1838) とクレール・ラコンブ (1765 - 没年不明) など多くの女性が活躍し、初等教育権、労働権、離縁された女性・未婚の母に対する法的保護、福祉権（特に経験豊かな助産婦を利用する権利）、婚姻制度改革、離婚権、市民権を求める運動を展開した。とりわけ、オランプ・ド・グージュは早くから奴隷制度反対を扱った戯曲で知られ、革命期にはロベスピエールやマラーを批判し、ジロンド派を支持した。『女性および女性市民の権利宣言』の第1条では「女性は生まれながらにして自由であり、男性と平等な権利を有する」と謳い、第10条では「女性は断頭台に上る権利があるのだから、議会の演題に上る権利もある」と主張した。グージュは、人民主権を侵害する権力の復活を意図する著作があるとされて革命裁判所で死刑宣告を受け、処刑された。

### ニコラ・ド・コンドルセ
1791年発表の『女性および女性市民の権利宣言』は、翌92年にイギリスのメアリ・ウルストンクラフトが著した『女性の権利の擁護』とともに、近代フェミニズム思想の草分けとして挙げられるが、グージュがジロンド派を支持したのは、主にニコラ・ド・コンドルセおよび彼の妻ソフィー（ソフィー・ド・コンドルセ）との交流を通じてであり、コンドルセは、すでに1787年に執筆した論文「ニューヘイヴンのあるブルジョワからヴァージニアの一市民への手紙」、および1790年の「女性の市民権の承認について」 において、これまで「女性は一度たりとも市民の権利を行使したことがない」、したがって、「真に自由な国家が存在したことはない」と論じ、「男性が女性に対して抑圧的な法を作り」、男女間の「大きな不平等を作り上げた」のであるから、「すべての女性は、議会によって課せられた税金の支払いを拒否する権利を持つ」とし、市民の権利である参政権は人間の本性に基づく自然権であり、女性も男性と同じく参政権を持つべきであると主張した。コンドルセはこのため、ロベスピエールのように女性の地位向上に対して敵対的な態度を取った者たちのなかにあって、唯一、フランスのフェミニズム史上、重要な地位を与えられている。

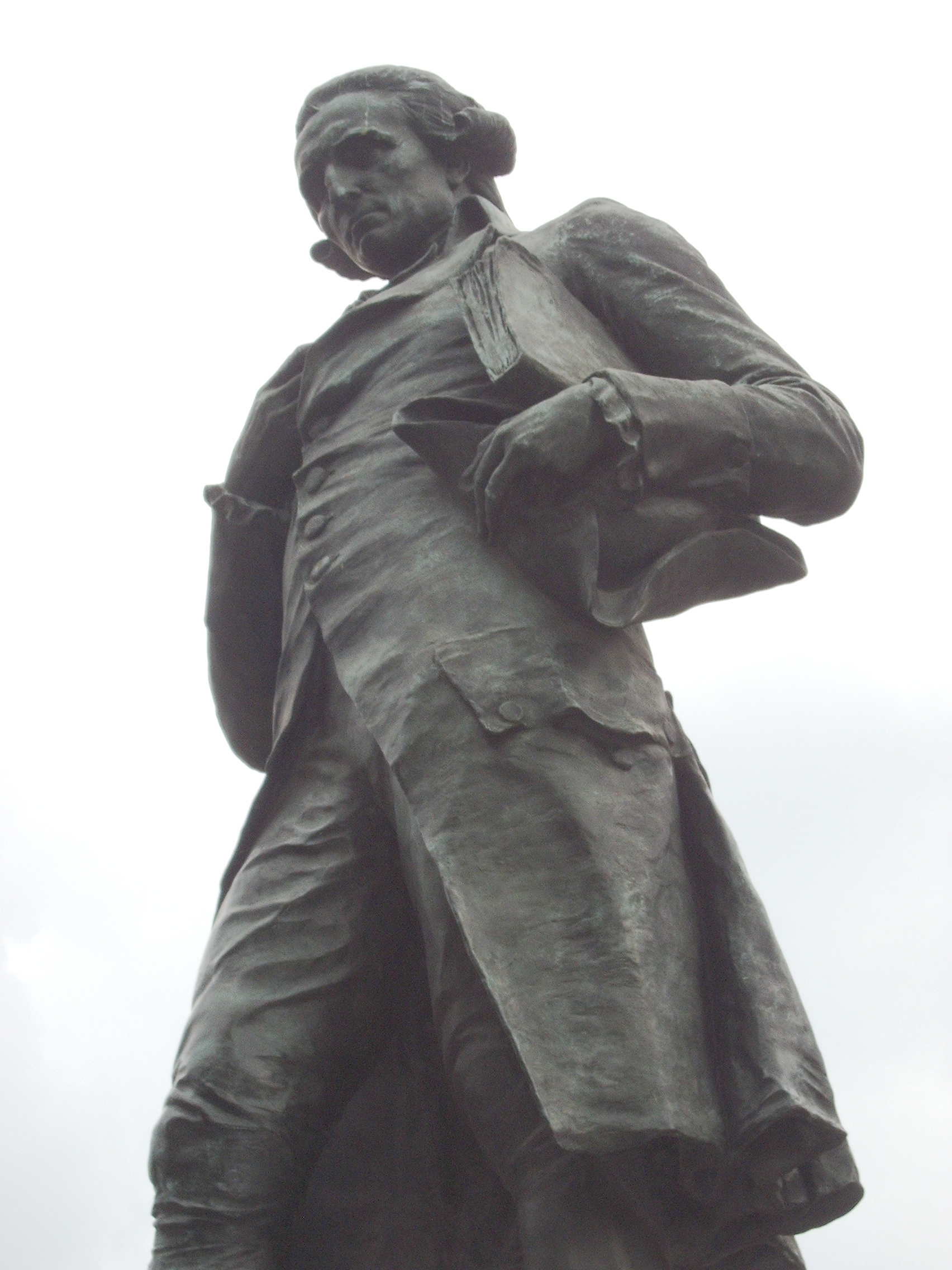
パリ6区にあるジャック・ペラン作コンドルセ像

これに対して、18世紀の代表的な思想家は、啓蒙思想家ディドロ、ダランベールらの『百科全書』の「女性」の項目においても、ヴォルテールの『哲学辞典』 の「女性」の項目においても、また、ジャン＝ジャック・ルソーの教育論『エミール』においても、男女の生物学的な差異を強調し、これに基づく不平等や民法における「未成年者」としての扱い、男性による女性の支配を正当化している。特にルソーは、ウルストンクラフトの『女性の権利の擁護』からエリザベット・バダンテールの『母性という神話』(1980) まで、多くのフェミニストに指弾されることになった。

### 離婚
一方、制度面においては、従来、キリスト教の教義に基づいて禁止されていた離婚が、フランス革命期における非キリスト教化運動により、1792年9月20日の法律において合法化された。内容は、体刑・加辱刑判決を受けた場合、重大な犯罪・虐待・侮辱、明白な風紀紊乱行為、5年以上の行方不明、認知症、国外移住などの理由によって一方が要求する離婚、および双方の合意に基づく離婚である。1804年のナポレオン法典（フランス民法典）ではこの内容がかなり制限され、1814年の王政復古によってカトリックが国教と宣言されると、再び1816年5月8日の法律により離婚が禁止されることになった。ただし、別居は認められた。離婚が再び合法化されるのは68年後のことであり、政教分離を推進した政治家・社会運動家アルフレッド・ナケの貢献による1884年7月27日の法律（ナケ法）によってである。

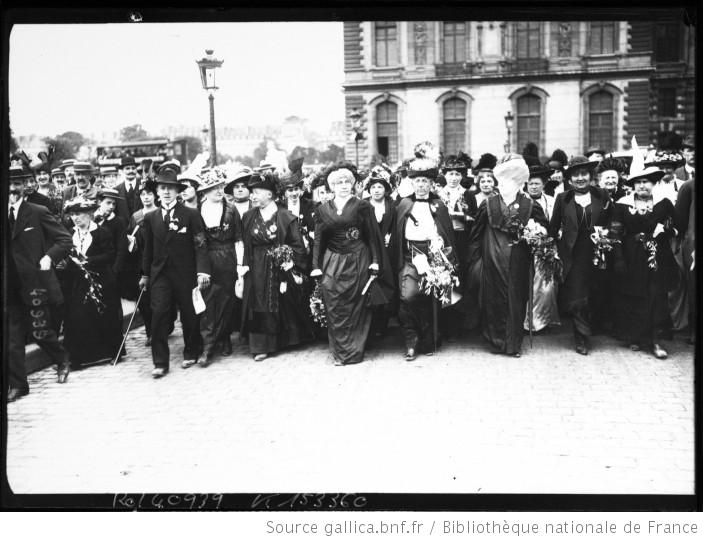
1914年、セヴリーヌを先頭に、コンドルセ像に捧げる桜草を持って女性参政権を訴えるデモ行進。

この他、1791年憲法では、結婚を秘蹟とするカトリックの教義を排して、平等な当事者による「民事契約」のみを婚姻とみなすと定め、1791年4月8日のデクレでは、相続法上の男女の差別が廃止された。1792年9月20日のデクレでは、成年女性が私権を完全に行使する能力、および身分行為について証人となり得る権利が認められ、1793年のジャン＝ジャック・レジ・ド・カンバセレスの民法典第一草案では、父権を廃止し、母親と父親の親権行使は同一であると規定された。しかし、革命後期には、1795年5月23日のデクレにより、女性の政治集会への参加が禁止されるなど、女性は「肉体的・精神的な弱さ」を理由に、保護者としての夫に服従する義務を負うことになった。

### サン＝シモン主義・フーリエ主義 - 「1848年の女性たち」
1840年にロンドンで開催された世界奴隷制反対会議で、女性の参加は認めないとして締め出されたエリザベス・キャディ・スタントン (1815-1902) とルクレシア・モット (1793-1880) が、ニューヨーク州セネカ・フォールズで、世界初の女性の権利獲得・地位向上のための会議であるセネカ・フォールズ会議 を開催した1848年、フランスでは社会主義（サン＝シモン主義、フーリエ主義）のフェミニストを中心とする「1848年の女性たち」の運動が起こった。引き金となったのは、同年の二月革命である。普通選挙を求める運動が政府によって弾圧されたことに激昂したパリの市民、労働者が蜂起し、ルイ・フィリップを退位に追い込んで七月王政を倒し、共和政を宣言。臨時政府（1848年の臨時政府）が成立したとき、成人男性の参政権、労働権、団結権などが認められたほか、言論・出版の自由が保障された。「1848年の女性たち」の運動を牽引したのは、すでに1833年11月に労働者と女性の教育を目的とした週刊新聞『女性の助言者』を創刊し、無償の女性教育講座「アテネ・デ・ファム」を設立し、さらに奴隷制廃止、死刑廃止、監獄制度改革の運動にも参加していたサン＝シモン主義・フーリエ主義の女性解放運動家ウジェニー・ニボワイエ (1796-1883) である。1848年3月20日、ニボワイエはこの運動の機関紙『女性の声』を創刊し、4月には図書館の設立、公開講座など、より幅広い活動のために女性クラブ「女性の声協会」を設立した。同じくサン＝シモン主義・フーリエ主義に傾倒し、『自由な女性』紙の創刊者・編集委員であったデジレ・ゲーとジャンヌ・ドロワンも「1848年の女性たち」を代表する女性であり、この他、『女性の声』紙にはポーリーヌ・ローラン、シュザンヌ・ヴォワルカン、アデル・エスキロス、ジェニー・デリクール、エリザ・ルモニエらが寄稿した。ルモニエは特に、最初の女性職業学校を設立したことで知られる。『女性の声』紙上では市民権・参政権、労働問題、教育問題、離婚制度など女性に関するあらゆる問題が論じられ、また、失業女性のための国立作業場の設置などに関する多くの請願書が掲載された。たとえば、ドロワンは女性参政権について、「自由、平等、友愛が宣言されたのに、なぜ女性には果たすべき義務のみ与えて、市民権を与えないのか。女性は税金を免除され、国法に従わなくてもよいとでもいうのか」と、国民国家全体に関わる問題を男性のみによって構成される臨時政府に決めさせるわけにはいかないと主張した。

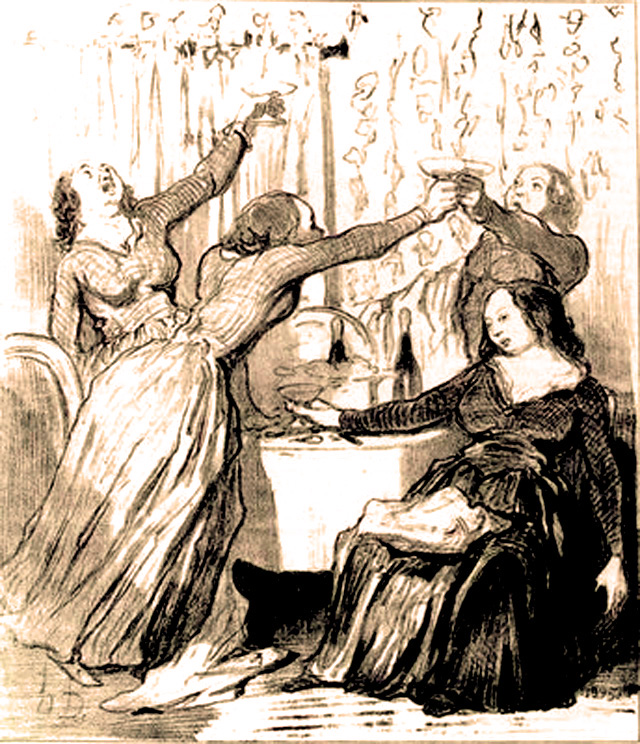
ドーミエによる1848年の女性の風刺画（『ル・シャリヴァリ』紙）

当時のフェミニストに対する作家ジョルジュ・サンドの位置を示す出来事がある。1848年4月に臨時政府のもとで初の普通選挙が実施されたとき、『女性の声』は、ジョルジュ・サンドを「男性的な雄々しさと、女性的な霊感と詩情を兼ね備えた」人物として、本人の意向を確認することなく候補に立て、サンドに抗議された。彼女は女性参政権問題に無関心だったわけではなく、女性に対するサン＝シモン主義者やフーリエ主義者の働きかけには「貴族主義的、エリート主義的なきらいがある」と考えていたのである。
『女性の声』紙は1848年6月に第46号をもって廃刊となった短命な新聞であったが、重要なのは、これまではフェミニズムが一部の思想家が提唱する概念（女性解放思想）の域に留まっていたのが、「1848年の女性たち」によって初めてフェミニズムという運動（女性解放運動）が生まれたこと、しかも、『女性の声』紙が針子、産婆、洗濯婦、売春婦、芸術家、文筆家、教員などのプロレタリア女性とブルジョワ女性の階級横断的な女性市民の連携の場となり得たことである。
なお、1848年は、臨時政府の海軍省植民地担当国務次官であったヴィクトル・シュルシェールの尽力により、フランス全土において奴隷制が廃止された年でもある。
「1848年の女性たち」の運動が起こる前から、上記の『女性の助言者』紙、『自由な女性』紙のほか、『シタトゥール・フェミナン』、『ガゼット・デ・ファム』などフェミニズムの新聞は、いずれも小規模ながら多数発行されており、女性クラブも存在した。この時期、「1848年の女性たち」と交流しながらも、女性問題と労働者問題を同次元の問題として捉え、単独で行動したのがフローラ・トリスタン (1803-1844) である。画家ポール・ゴーギャンの祖母で、『ある女パリアの遍歴』 を著した作家のトリスタンもまた、バルテルミ・プロスペル・アンファンタンらのサン＝シモン主義の社会改革運動家と活動を共にするほか、とりわけ、フーリエのユートピア思想に大きな影響を受け、女性は「知性が野蛮な力に取って代わる」新たな世界への「人類の導き手」であるとした。また、1840年に発表した『ロンドン散策』 では、イギリス工場労働者の悲惨な現状を訴える一方で、女性の「奴隷制度」を指摘し、ウルストンクラフトの『女性の権利の擁護』に言及しつつ、市民権・参政権、就業機会、職業教育、自由意思による離婚における男女平等を主張している。

### 男女二元論 vs. 男女平等主義
ニボワイエは1863年、作家のダッシュ伯夫人が自著『女性の書』(1860年出版) で、女性は結婚生活において「神の意志」と「男性の法」に従うべきであると主張したことに対する反論として『女性の真の書』を執筆したが、本書では女性の服従・隷属に抗議しながらも、戯曲家・詩人で後にアカデミー・フランセーズの会員に選出されたエルネスト・ルグーヴェ (1807-1903) の有名な言葉「男性は法をつくり、女性は風俗をつくる」を引用して、性別役割分業を主張するなど、保守化傾向が顕著である。ルグーヴェは、女性の権利や教育問題を講演で取り上げるなど、社会意識の高い作家であり、特に1847年にコレージュ・ド・フランスで行った講義「女性精神史」（翌48年出版）で知られるが、「男性は法をつくり、女性は風俗をつくる」に明らかなように、男女平等主義者ではなく男女二元論者であり、社会における女性市民の役割より、家庭における妻・母の役割の重要性を強調した。
逆に男女平等主義を代表する男性思想家の著書は、イギリスのジョン・スチュアート・ミル (1806-1873) が妻ハリエット・テイラー・ミルの知的影響のもとに著した『女性の解放』（1869年、原題『女性の隷従』）である。ミルは本書で、法に基づく女性の隷従がいかに不合理な理由によるか、またこれによって社会にどれほどの不正をもたらしているかを明らかにし、女性に政治的・社会的な自由を認め、女性を解放することが人間の解放でもあると主張した。

### 『女性の権利』紙 - 女性の権利協会・連盟

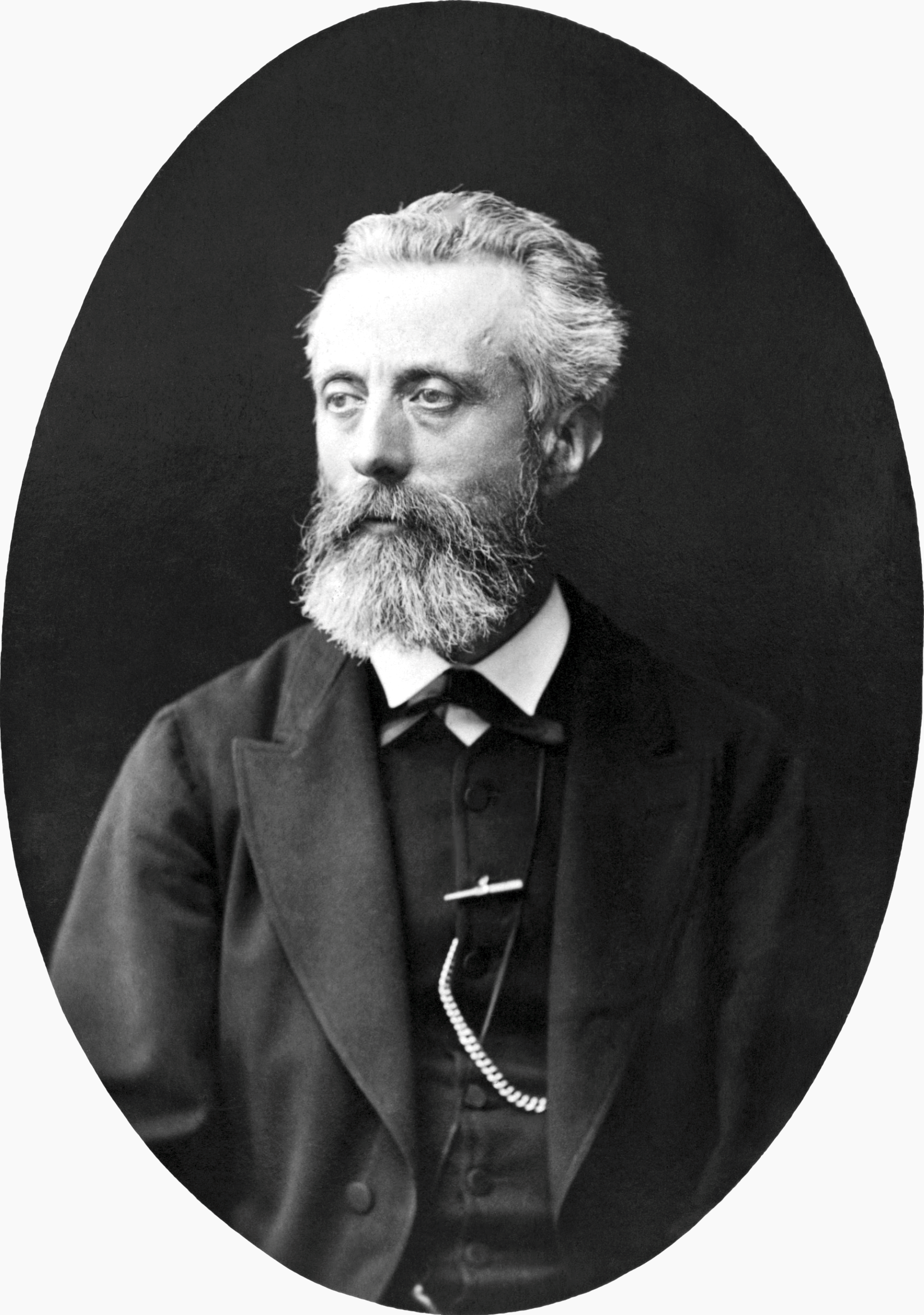
「フェミニズムの父」レオン・リシェ (1870-1880年頃)

『女性の解放』が出版された1869年、フランスでは自由思想家・ジャーナリストのレオン・リシェ (1824-1911) が、第一波フェミニズムを代表するマリア・ドレーム (1828-1884) とともに『女性の権利』紙を創刊し、翌1870年には女性の権利協会を創設した。レオン・リシェはユベルティーヌ・オークレールに「フェミニズムの父」、ボーヴォワールに「フェミニズムの基礎を築いた人物」と称された男性フェミニストである。『女性の権利』紙にはオークレールら多くのフェミニストが寄稿し、女性の権利協会は1874年にニューヨークで結成された国際女性連盟と連携し、1878年にパリで第1回国際女性の権利会議を開催し、ドイツ（アルザス＝ロレーヌ）、英国、米国、ベルギー、ブラジル、フランス、イタリア、ルーマニア、オランダ、ロシア、スイスから219人（うち男性113人）の参加を得た。この会議では女性の権利・地位に関する多くの問題が取り上げられたが、女性参政権の問題は議題に挙がっておらず、これがドレームら穏健派のフェミニストとオークレールら（フランスのサフラジェットと呼ばれた）女性参政権運動家の対立につながった。ドレームが参政権運動を行うにはまだ機が熟していない、あらゆる社会階級の女性にとって重要なのは市民権の獲得であると考えていたのに対して、オークレールは女性に参政権だけでなくすべての権利を与えるべきであると主張した。参政権の問題が取り上げられなかったことに失望したオークレールは、「女性は男性に情けを乞う乞食であり、自由な男性により構成される国民国家において、900万人もの成人女性が奴隷国家を形成している。共和国の理念に従うなら、女性は男性と同じように納税しているのだから、同じ権利があるはずである」と訴えるパンフレットを作成し、配布した。自由思想家のドレームは、セーヌ＝エ＝オワーズ県の自由思想家の機関紙『セーヌ＝エ＝オワーズ自由思想』を創刊し、彼女がポントワーズのマチュランで購入した邸宅が自由思想家の集会場となった。講演家として名を馳せた彼女は、講演会で非嫡出子、棄児、児童虐待の問題、非宗教的な託児所の設置や児童労働禁止などを訴えた。1882年にドレームが世界初の女性フリーメイソン会員となったときにはまだ、1723年にプロテスタント牧師ジェームズ・アンダーソンによって編纂されたフリーメイソン憲章により、農奴、「不道徳で不謹慎な男性」とともに女性の入会が禁止されていたため、一大スキャンダルを巻き起こし、ロッジは閉鎖された。ロッジ主宰者のアルフォンス・ウーブロンは「教権主義と闘うためには、まず、ロッジに女性的要素が入り込むことで「自律」という言葉の正しさを認めさせる必要がある」と語ったが、これは、当時、女性はまだ宗教によって守られ、したがって教権主義的、反動的であるとされていたからである。同じ理由で、後にマドレーヌ・ペルティエ (1874-1939) など他のフェミニストもフリーメイソンへの女性の入会を認めるよう繰り返し「正規派」に要求したが、激しい反対に遭った。こうした状況からドレームは、女性参政権獲得の前にいまだ教権主義的な共和国の非宗教化（ライシテ）が先決問題であると考えていたのである。1901年、ドレームは、政治家のジョルジュ・マルタンとともに1901年、国際男女混成フリーメイソン団体「人権」を設立した。
一方、リシェは女性の権利協会の後身として1882年にフランス女性の権利連盟を結成し、ヴィクトル・ユーゴーが初代名誉会長を務めるほか、後の大統領レイモン・ポアンカレ、公教育省初等教育局長フェルディナン・ビュイッソンらが名誉委員会の委員を務めた。

### 反教権主義・自由思想家 - ライシテ
1871年にパリ市民の蜂起によって樹立したパリ・コミューンの革命政権では短命ながら政教分離、義務教育の無償化と併せて、世界初の女性参政権が実現し、公娼制度も「奴隷貿易と同じである」という理由で廃止された（主導したのはルイーズ・ミシェルである）。この後、公娼制度が廃止されたのは75年後の1946年のことだが、教育の無償化、義務化、非宗教化が実現したのは1881年および82年のジュール・フェリー法によってであり、1886年にはゴブレ法により公立学校の教師の非宗教性が保障された。そしてこうした一連の非宗教化政策の結果、1905年12月9日に政教分離法（ライシテ法）が成立した。フランスにおける政教分離は公教育などの制度からカトリック教会の影響を排除することであり、女性にとってはカトリックの教義に基づく家父長制からの解放でもあった。ジュール・フェリーはカトリシズムにおける女性の位置づけを「女性を支配する者はすべてを支配する。カトリック教会が女性を排除しなかったのはこのためであり、女性から民主主義を奪ったのもこのためである」と表現している。ライシテ法の成立をもって女性がすぐさま家父長制から解放されたわけではないが、これ以前には、離婚の禁止に明らかなように、教会勢力の影響を直接に受けていた。19世紀後半の第一波フェミニストのほとんどが、「急進的な反カトリック教権運動」の自由思想家 であるのも、こうした理由による。

### 『女性市民』紙 - ナポレオン法典制定100年
第二帝政下でナポレオン3世を激しく批判したために解任された共和派の父をもつオークレールは、もともと反教権主義者であり、1870年代に自由思想運動に参加し、自由思想家として市庁舎で行われる結婚式で演説し、妻の夫への服従を強いる法律を批判した。このために、セーヌ県知事が自由思想家による結婚式での演説を禁止し、オークレールは1880年に自由思想運動から追放されることになった。彼女は女性参政権運動を牽引し、「フランス国民はすべて有権者である」と規定した1848年憲法第6条により、「権利なくして義務なし、義務なくして権利なし」を標榜していた女性の権利協会の他の会員とともに選挙候補者名簿への登録を希望したが、拒否されたため、参政権のない女性に課税するのは「詐欺である」として、税金不払いのストライキを行った。翌1881年には女性たちに解放を促し、女性解放の思想を広めるために『女性市民』紙を創刊した。これは、女性だけでなく男性も対象とした新聞であり、男性には、女性が舵取りをして初めて男性の自由が保障され、真の民主主義が築かれると説いた。

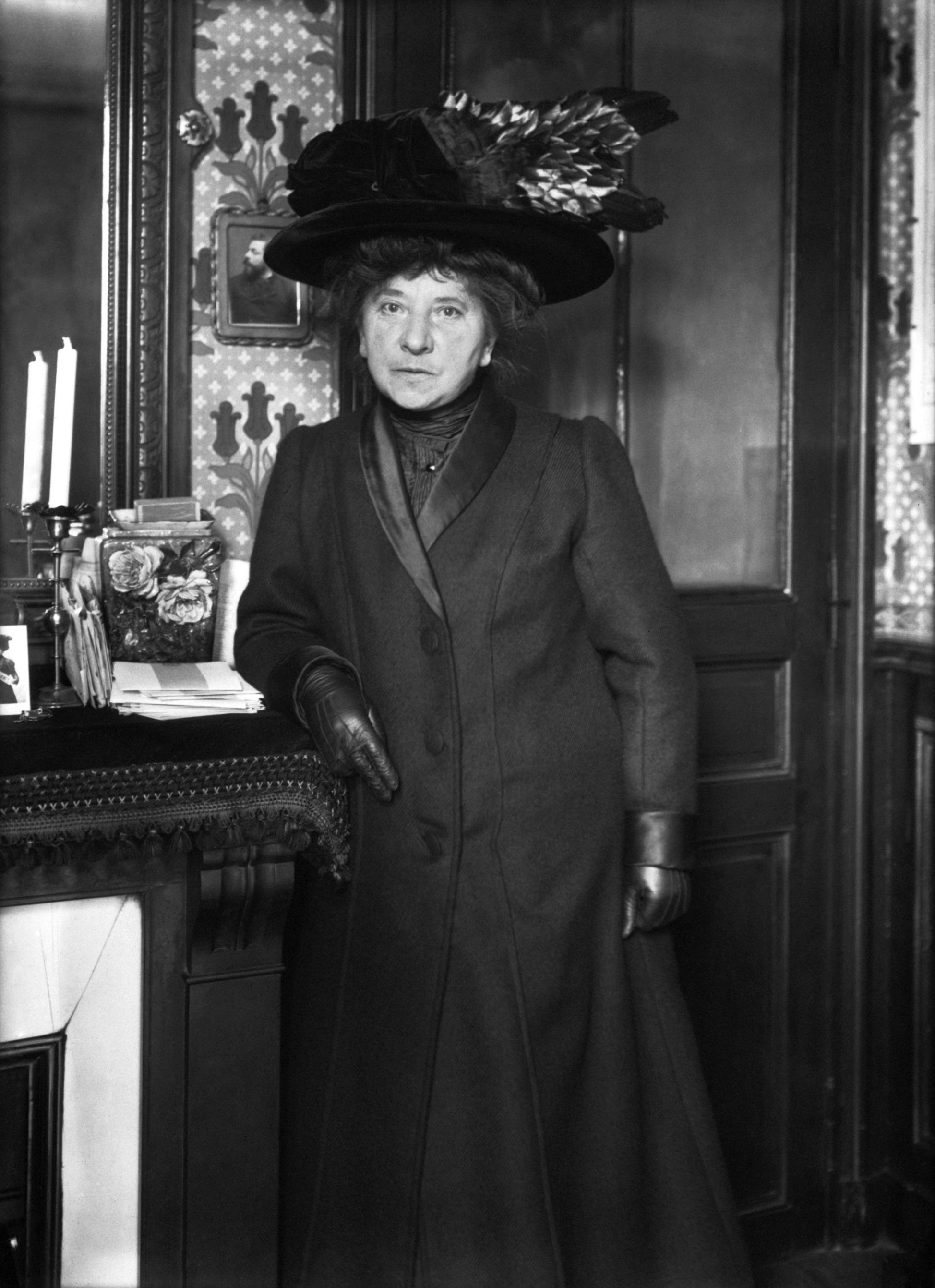
フェミニズムという言葉を最初にポジティブな意味で公に使用したユベルティーヌ・オークレール (1910年)

また、ナポレオン法典制定100年の1904年には、100年にわたって女性を結婚、家庭、社会において劣等な地位に置いていたこの民法典の改正を求めて国民議会前でデモを行うよう女性たちに呼びかけ、カロリーヌ・コフマン (1840-1926) ら他のフェミニストとともにナポレオン法典を焼き捨てた。このとき、世界で初めて執筆から校正、印刷まですべて女性が行うフェミニスト新聞『ラ・フロンド』を創刊したマルグリット・デュラン (1864-1936) もまた、新マルサス主義のネリー・ルーセル (1878-1922)、リヨンの「フェミニスト教育・行動」を結成したオデット・ラゲール、「フェミニスト連盟」を結成したガブリエル・プティとともに抗議集会を開催し、演説で、「この法典を憎まない者は女ではない。富者であれ貧者であれ、貴婦人であれ労働者であれ、貧窮においてまたは財産に関して、わが身においてまたはわが子のために、労働または無為において、この法典のために苦しんでいない、または苦しむことのない者は女ではない」と訴えた。
オークレールは1908年の市町村議会議員選挙は、「合法的な努力」にもかかわらずいまだ女性参政権が実現されないという理由でパリ9区の投票所でマドレーヌ・ペルティエとともに投票箱をひっくり返し、窓ガラスを叩き割り、16フランの罰金刑を言い渡された。こうした過激な行動により、オークレールはフランスのサフラジェットと呼ばれたが、これはフランスのフェミニズム運動において唯一の暴力的な行為であったとされる。

### 女性参政権運動

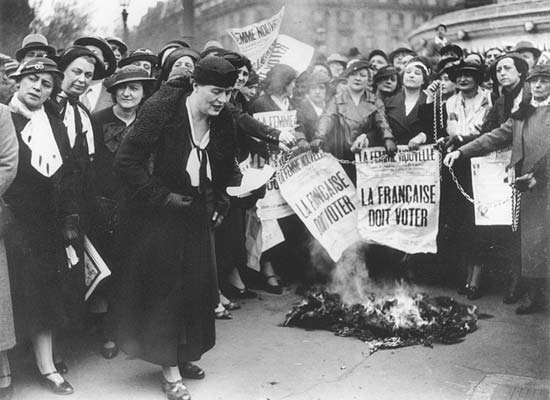
女性参政権運動 - ルイーズ・ワイスと「新しい女性」たち (1935年5月 バスティーユ広場)

フランスのサフラジェットと呼ばれたフェミニストには、オークレール、コフマン、デュラン、フランス初の女性精神科医で女性参政権の実現を目指す『サフラジスト』紙を創刊したペルティエのほか、女性で初めて重罪院で弁護した弁護士として知られるマリア・ヴェローヌ (1874-1938)、ペルティエとともに産児制限（避妊）による女性解放を訴えたネリー・ルーセル、廃娼運動家アドリエンヌ・アヴリル・ド・サント＝クロワ (1855-1939) らがいる。一方で、彼女ら、フランスのフェミニストは英米のフェミニストに比べて消極的すぎると批判し、積極的な世論喚起と政治的働きかけをしたのが、ドイツ連邦共和国首相ヘルムート・シュミットに「欧州の祖母」と呼ばれたルイーズ・ワイス (1893-1983) である。彼女は、1934年10月に立ち上げた、女性参政権運動を推進する組織「新しい女性」のフェミニストとともに、ブルボン宮殿（国民議会）前の広場でデモを行い、メガホンを使って議員に女性参政権を訴える、ヴィエンヌ県選出の元老院議員・反フェミニストのレイモン・デュプランティエの自宅前で抗議デモを行う、国民議会で、議員の胸に忘れな草の花を付け、一部の議員の協力を得て議事堂内に入り込み、女性参政権を訴えるプラカードを掲げる、元老院で議員に「女性に選挙権を与えても、靴下の穴は繕ってもらえます」と書かれた靴下を手渡すなど、メディアで取り上げられるような派手な活動を次々と組織した。しかし、ワイスは後に女性参政権運動は、彼女の他の活動より「もっと骨の折れる」、人生で「最も実りのない活動であった」と述懐している。実際、イギリス、フィンランド、ノルウェー、デンマーク、スイス、ベルギーなど欧州の多くの国、およびソビエト連邦（ロシア）やアメリカではすでに1910年代から次々と参政権が実現し、フランスはかなりの遅れをとっていた。フランスでも1901年にヴァンデ県選出議員のフェルナン・ゴートレが独身・死別・離婚女性の参政権に関する法案を提出し、1906年にはパ＝ド＝カレー県選出議員のポール・デュソソワが市町村議会、県議会、区議会における女性参政権に関する法案を提出。1919年には、全選挙において女性の投票権を認めるための関連法の改正法案がルネ・ヴィヴィアニ、アリスティード・ブリアンらの議員により提出され、国民議会で可決されたが、元老院により却下された。1925年4月15日に国民議会で可決された市町村議会、県議会のみを対象とする法案も同じく元老院で否決された。1925年5月の市町村議会議員選挙では共産党が「立候補は違法ではない」として、パリ地域の一部のコミューンで女性候補者を含めた候補者名簿を提出し、数名の女性候補者が当選したが、いずれもセーヌ県会または国務院により無効とされた。1929年の選挙でもフェミニスト団体と共産党が協力し、パリの80地区から女性候補を出したが、セーヌ県知事が、国務院の判例に従い、「女性候補者の名前のみが書かれた投票用紙」は無効とされ、「女性候補者と男性候補者の名前が書かれた投票用紙」は認められるが、「女性候補者の名前は存在しないものとみなされ、この票は男性候補者の得票となる」とする通達を発した。1936年7月30日、国民議会で女性参政権の法案がほぼ全会一致で可決されたが、再び元老院が審理を拒否した。そこで、レオン・ブルム首相が自ら女性議員を任命した。科学担当国務次官としてノーベル化学賞受賞の物理学者イレーヌ・ジョリオ＝キュリー、児童福祉担当厚生省国務次官として社会党員の教員スザンヌ・ラコール、国民教育省国務次官として「人権連盟」会長セシル・ブランシュヴィックの3人である。だが、この11か月後の1937年6月22日に結成されたカミーユ・ショータン内閣では、女性は一人も任命されなかった。女性参政権の実現を見ないまま、1939年に第二次大戦に突入。女性参政権は、シャルル・ド・ゴールが率いるフランス国民解放委員会(CFLN) が1944年6月にフランス共和国臨時政府に改組される前の4月21日施行の政令によりようやく実現することになった。

### 『ラ・フロンド』紙 - 女性の労働
マルグリット・デュランは、『フィガロ』紙の記者としてレオン・リシェが設立したフランス女性の権利連盟の国際会議を取材したのを機に、1897年に本格的なフェミニスト新聞『ラ・フロンド』を創刊した。執筆から校正、印刷まですべて女性が行うこの新聞は、女性初のソルボンヌ大学教授クレマンス・ロワイエ、女性初の公教育審議会委員ポーリーヌ・ケルゴマール、女性作家として最初にレジオンドヌール勲章を受けたジャンヌ・ロワゾー、女性初の調査報道記者セヴリーヌなど各界の女性著名人が編集委員を務め、オークレール、サント＝クロワ、ペルティエらの第一波フェミニズムを代表する女性たちが寄稿した。ペルティエがフランス初の女性精神科医になったのも、参政権がないためにインターン試験の受験資格がなかった女性に受験を許可するよう『ラ・フロンド』紙上で呼びかけた結果である。デュランは特に女性の労働問題に積極的に取り組み、助産婦、タイピスト、植字工など多くの女性労働組合を結成または支援し、『ラ・フロンド』紙上で取り上げた。実際、1866年の第一インターナショナル・ジュネーヴ大会では、女性が家事・育児に専念するためには労働から解放されなければならないとして、過半数が女性の労働に反対し、1892年法では、女性の家庭における役割、身体的な弱さ、市民権・参政権がないこと、法的保護がないために搾取されやすいことなどを理由に、女性の雇用機会はかなり制限されていた。このような立場を代表するのが無政府主義者のピエール・ジョゼフ・プルードンであり、彼は「女性の居場所は工場ではなく家庭である」と主張し、ジョルジュ・サンドらの「逸脱」を毛嫌いしていた。デュランは1907年に、前年労働相に就任したルネ・ヴィヴィアニの協力を得て、女性の労働に関する法の改正を求める女性労働局を創設しようとしたが、フランス労働総同盟 (CGT) が、この労働局は無償の時間外労働やストライキ中の代理派遣を認めるものであると抗議したため、実現しなかった。

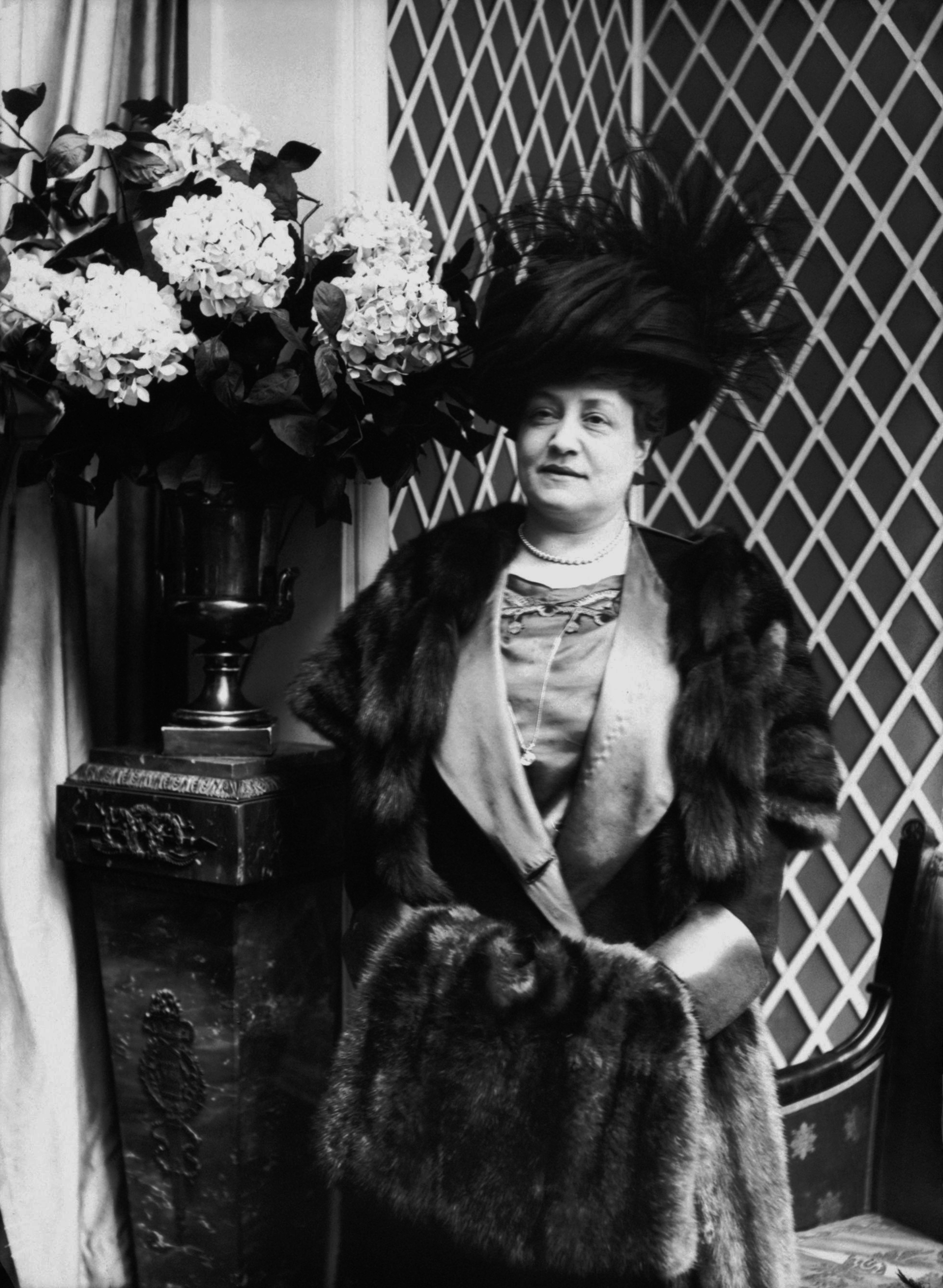
『ラ・フロンド』紙を創刊したマルグリット・デュラン (1910年)

ネリー・ルーセルは無政府主義の立場からユニオン・リーブルを支持したが、男女同権が保障されない限り、このような関係は女性に犠牲と負担を強いる結果になるとし、女性の経済的自立が先決問題であると考え、さらに、女性の経済的自立を保障するための条件として、職業の自由な選択、すべての職業における同一労働同一賃金、「母性の自由」、「母親業」に対する公正な報酬の4つを挙げている。
『ラ・フロンド』もまた共和派・反教権主義、そしてドレフュス派であり、特に1899年8月の軍法会議の再審を取材したセヴリーヌは、女性参政権運動とは一線を画しながらも、中絶権をはじめとする女性の権利を擁護する記事を多く書き、また、彼女が女性参政権を擁護したコンドルセの像に桜草の花束を捧げるために組織した1914年7月5日のデモ行進は、フランス女性史上重要な出来事として記憶されることになった。
デュランが『ラ・フロンド』紙の活動を通じて収集した女性や女性解放運動に関する著作物・資料は、1932年、パリ13区に誕生したフランス初のフェミニスト資料館「マルグリット・デュラン図書館」に収められている。ニボワイエの『女性の声』紙、マリア・ドレームとレオン・リシェの『女性の権利』紙、オークレールの『女性市民』紙、ペルティエの『サフラジスト』紙、デュランの『ラ・フロンド』紙など上述の重要な第一波フェミニズムの新聞のほか、第二波フェミニズム・女性解放運動 (MLF) の機関紙『ル・トルション・ブリュル』、ボーヴォワールらが創刊した『フェミニズム問題』と『新フェミニズム問題』などフェミニズム史上重要な新聞はすべてこの図書館に保管されている。

## 人工妊娠中絶 - 第一波・第二波にわたる闘い
産児制限（避妊、人工妊娠中絶）の歴史において最初に重要な役割を果たしたのは、無政府主義者のポール・ロバンが1896年に結成した、「母性の自由」を擁護する「人間再生同盟」である。これは、トマス・ロバート・マルサスが人口の「幾何級数的増加」を防ぐ方法として禁欲や晩婚などの道徳的抑制を説いたのに対して、社会改革運動家フランシス・プレイスが避妊による人工的・科学的な産児制限を主張したことに始まるものであり（新マルサス主義）、ロバンは「母性の自由」、すなわち避妊による産児制限こそ完全な女性解放のための唯一の確実な基礎を提供すると確信し、女性の自己統制の権利に基づく「母性の自由」によって初めて女性の服従に依存しない男性の自己統御も可能となり、この結果、「人間再生」の展望が切り開かれると主張した。新マルサス主義のフェミニストとしてはマドレーヌ・ペルティエとネリー・ルーセルが挙げられるが、当時はまだフェミニストのなかでも孤立した存在であり、女性団体の大半は中絶のみならず避妊にも反対の立場を維持していた。とりわけ、ルイーズ・ワイスは、人工妊娠中絶を合法化する1974年のヴェイユ法の成立後も、中絶は「男性による征服である」として反対していた。

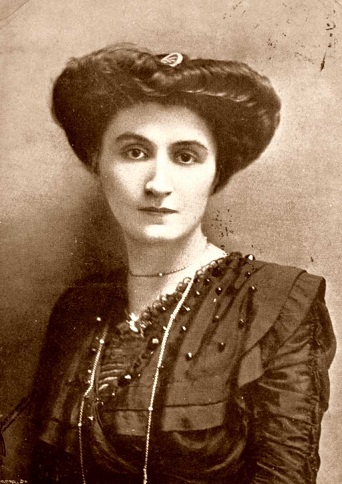
新マルサス主義のネリー・ルーセル (1908年)

ネリー・ルーセルは、自ら経験した出産の身体的苦痛や生命の危機から、出産の苦しみは原罪の贖いであるとするカトリシズムの概念や「女性の運命」とされるものに憤りを覚え、女性は、社会的地位、婚姻状況、子どもの有無にかかわらず、自己実現・個人としての幸福を追求する権利、身体的苦痛を拒否する権利があり、避妊は女性解放の第一歩であると主張し、1920年5月6日の出産奨励のための「大家族の母の日」には（1917年にコレット・レノーとルイーズ・ボダンが再刊した）『女性の声』紙で、新マルサス主義の主張を反映して、「同志らよ、ストライキをしよう。腹の底からのストライキをしよう。資本主義に子どもを提供するのはもうやめよう。子どもを搾取対象の労働の肉体、汚すための快楽の肉体に変えてしまう資本主義に」と訴え、女性たちにストライキを呼びかけた。

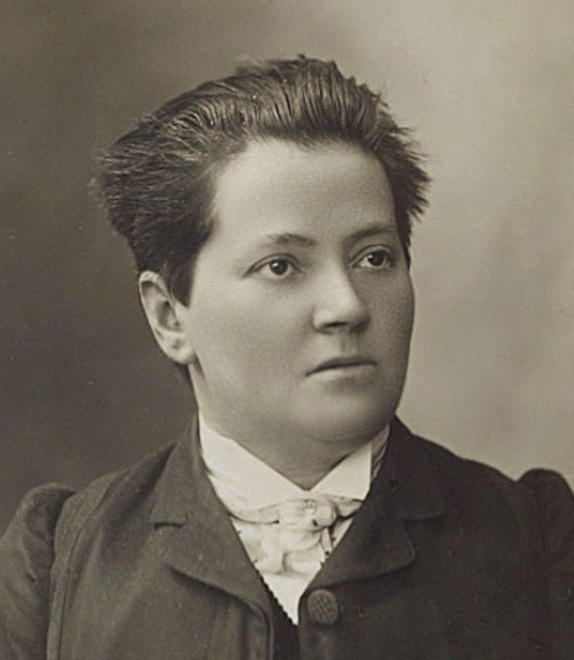
新マルサス主義のマドレーヌ・ペルティエ

『人工妊娠中絶と人口減少』(1911年)、『中絶権』(1913年) などを著した医師ペルティエは、新マルサス主義を支持しただけでなく、これを実践していた。1937年に脳卒中で半身不随になってからは、看護婦や家政婦に中絶手術を行わせていたが、これが警察の目に留まったのが1937年に兄に強姦された13歳の少女の手術を引き受けたときのことである。1939年、実際に手術を行った看護婦と家政婦は禁錮刑を言い渡され、ペルティエも執行猶予付き2年の禁錮刑の判決を受け、同年、精神病院で死去した。
人工妊娠中絶は1810年の刑法典第317条で犯罪（堕胎罪）とされた。非合法で堕胎を行う女性は婉曲的に「天使を作る女」と呼ばれ、ペルティエが例外的であったわけではなく、すでに30年近く前の1891年に、クレマンス・トマが20年間に数十件の堕胎を行ったことを認め、トマ事件と呼ばれるスキャンダルを巻き起こした。トマと手術を受けた49人の女性が裁判にかけられたが、トマだけが12年の懲役刑を言い渡され、49人の女性はみな釈放された。これを受けて、同年、ジョルジュ・トユイヨら12人の議員が、堕胎罪の判決は重罪院ではなく軽罪裁判所で下すことを定めた法案を提出した。1910年にはルイ・バルトゥー法務相と医師・元老院議員のオディロン・ラヌロングが同様の提案をし、新マルサス主義のプロパガンダを抑制するよう求めた。第一次大戦後に議論が再燃し、国力維持のために出産を奨励した政府は、1920年7月31日に「人工妊娠中絶と避妊プロパガンダ」に関する法律を施行。これにより、当事者だけでなく、中絶を奨励した者や中絶器具を販売した者に対しては6か月から3年の禁錮刑および100～3,000フランの罰金刑、避妊プロパガンダを行った者に対しては1か月から6か月の禁錮刑および100～5,000フランの罰金刑が科せられることになった。実際、1920年法は、性に関する情報提供をすべて禁止し、新マルサス主義者の活動を阻止することが目的であった。さらに、1923年法により、堕胎が重罪から軽罪にされたことで、有罪判決の件数が激増した。1939年法では、警察に堕胎取締りの専門部門が設置され、堕胎だけでなく堕胎の試みも処罰の対象となった。1941年9月7日の法律によって国家裁判所が設置されると、翌42年に堕胎罪は国事犯とされ、翌43年、堕胎を行ったマリー＝ルイーズ・ジローが斬首刑に処された。終戦までに何らかの有罪判決を受けた者は15,000人以上に上る。

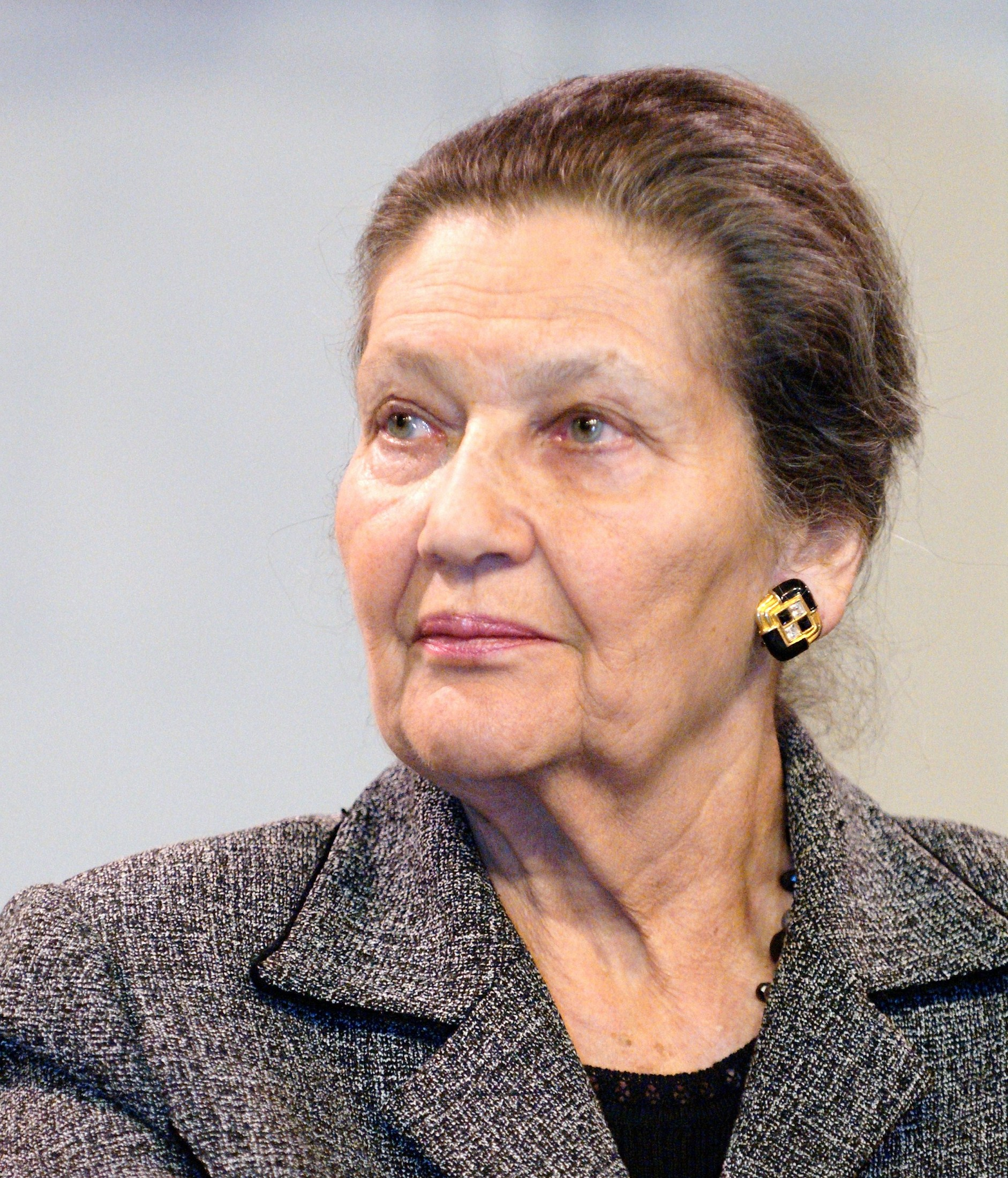
人工妊娠中絶の合法化にこぎつけたシモーヌ・ヴェイユ

このように第一波フェミニズムに端を発する新マルサス主義の産児制限運動は弾圧され、堕胎禁止法は強化される一方であった。経口避妊薬が解禁されたのは1967年のことである（ヌーヴィルト法）。中絶の合法化は1975年にヴェイユ法として実現することになるが、これは第二波フェミニズムの発端として1960年代後半から1970年代前半にかけて起こった女性解放運動 (MLF)、とりわけ、カトリーヌ・ドヌーヴ、マルグリット・デュラス、フランソワーズ・サガン、アンヌ・ヴィアゼムスキーら多数の著名人を含む343人の女性が人工妊娠中絶の合法化を求め、自らの中絶経験を公にした1971年の「343人のマニフェスト」、ノーベル生理学・医学賞受賞者のジャック・モノー、フランソワ・ジャコブ、政治家のミシェル・ロカール、詩人・政治家のエメ・セゼールら多くの知識人の協力を得て、弁護士ジゼル・アリミが初めて堕胎に対する無罪を勝ち取った1972年のボビニー裁判、これら一連の運動を牽引したアリミとボーヴォワールの「女性のための選択」運動の成果であり、激しい攻撃に遭いながらも合法化にこぎつけたシモーヌ・ヴェイユ厚生相の功績である。

## 第二波フェミニズム

### ボーヴォワール 『第二の性』

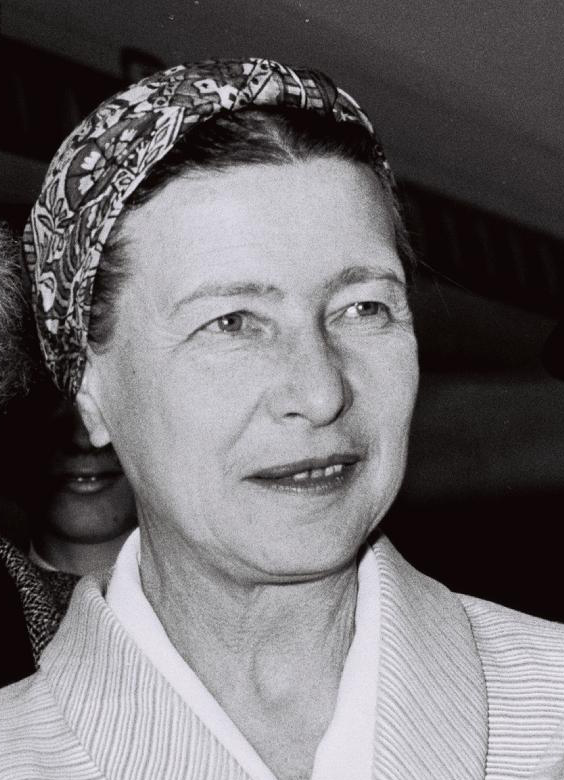
シモーヌ・ド・ボーヴォワール (1967年)

1949年、第二波フェミニズムの草分けとされるシモーヌ・ド・ボーヴォワールの『第二の性』が出版された。第二波フェミニズムの焦点となる歴史的・文化的構築物としての性差（ジェンダー）を、ボーヴォワールは「人は女に生まれるのではない、女になるのだ」と表現した。彼女は『第二の性』で、実存主義の立場から、本質的な「主体」としての男性に対する女性の「他者性」という概念を提唱し、他者としての女性の抑圧・疎外は、一方において女性の身体、とりわけ生殖能力により、他方において出産・育児といった歴史的な分業によるものであると論じた。『第二の性』はフランスのみならず、米国をはじめとする多くの国の主に中産階級の女性に影響を与え、自立を促すことになった。以後、他のフェミニストや異なる社会的・文化的立場から批判的な読み解きが行われている。

### 女性解放運動 (MLF)
フランスでは1968年の五月革命 (Mai 68) が直接の契機となって、米国のウーマンリブ運動とほぼ同時期に女性解放運動 (MLF) が起こった。五月革命に参加した女性たちが、革命の「主体」は常に男性で、女性は相変わらず「第二の性」であり、革命といえども、内部では性別役割分業の固定観念に基づく閉鎖的な社会が温存されていることに気づいたからである。
1970年8月26日、クリスティーヌ・デルフィ、モニック・ウィティッグ、アンヌ・ゼレンスキーらが、凱旋門の無名戦士の墓に、「無名戦士の妻に捧げる」として花束を捧げたことがメディアで大きく取り上げられ、女性解放運動の発端となった。五月革命でモニック・ウィティッグらとソルボンヌで活動したアントワネット・フークは、1968年に女性解放運動の一環として研究グループ「精神分析と政治（プシケポ）」を組織した。「精神分析と政治」は、主に文学、政治学、精神分析学を学んだ女性たちによって構成されるグループで、フロイトやラカンのテクスト読解によるセクシュアリティの探究およびこれを出発点とする社会理論・歴史理論の構築を目指した。一方、ウィティッグはデルフィらとともにラディカル・フェミニズムのグループ「革命家フェミニスト」で活躍し、機関紙『ル・トルション・ブリュル (内輪もめ)』を発行した。女性解放運動の機関紙は多数存在したが、風刺画や写真を多数掲載し、最も影響力の大きかったのが『ル・トルション・ブリュル』である。デルフィとウィティッグはLGBT運動の主導者でもあり、1971年にギィー・オッカンガム、フランソワーズ・ドボンヌ、ダニエル・ゲラン、ルネ・シェレールらと共に同性愛革命行動戦線 (FHAR) を結成し、同じ年にラディカル・フェミニスト・レズビアン運動「赤いレズ」運動を結成した。女性解放運動のグループは他にも「緑の耳」、「前進」、「木曜グループ」、「小さなマルグリット」など多数存在し、大規模な集会やデモが行われ、毎週水曜にはエコール・デ・ボザールの大講堂で総会が行われた。

### フェミニズム思想
ウィティッグは後に渡米し、米国でレズビアン・フェミニストとして活躍し、デルフィは運動から身を引いて研究に専念し、ラディカル・唯物論フェミニズム（マルクス主義フェミニズム）の立場から、資本主義が女性を抑圧・搾取するというマルクス主義の主張を批判的に読み直し、資本主義生産様式以外に、結婚により制度化された社会関係において女性が無償家事労働を強いられる家内制生産様式が存在すると論じ、したがって、女性の「主要な敵」は家父長制であるとする『なにが女性の主要な敵なのか』を発表した。
フークのフェミニズムとデルフィのフェミニズムはしばしば、精神分析に基づいて性差の意味を探究する差異派と、性差を認めない普遍主義を目指す平等派として対置される。この対立は選挙候補者の男女同数制の導入に関するパリテ法案論争において顕在化した（パリテ法は2000年に制定）。フークは、ボーヴォワールの「人は女に生まれるのではない、女になるのだ」という言葉に対して、「（人は）女の子または男の子として生まれ、男または女になる。したがって、エクリチュール（書くこと、書かれたもの）は決して中性的ではない」とし、『性は二つ ― フェミノロジー論』を著した。
一方、哲学者・歴史学者のエリザベット・バダンテールは、女性解放運動には直接関わっていないが、ボーヴォワールの思想を継承する平等派の一人であり、1980年に発表した『母性という神話』では、史料の検証に基づいて、近代以前には子どもを里子に出す風習が盛んであり、子どもに無関心な母親も少なくなかったことを明らかにし、母性という神話は、ルソーが理想的な母親像を提示した頃に生まれたものである、したがって、母性愛は本能ではなく、母子関係のなかで育まれる愛情である、本能としての母性は近代になって作られた神話であり、父権社会のイデオロギーであると主張した。本書は日本語を含む世界38か国語に翻訳され、大きな反響を呼んだ。

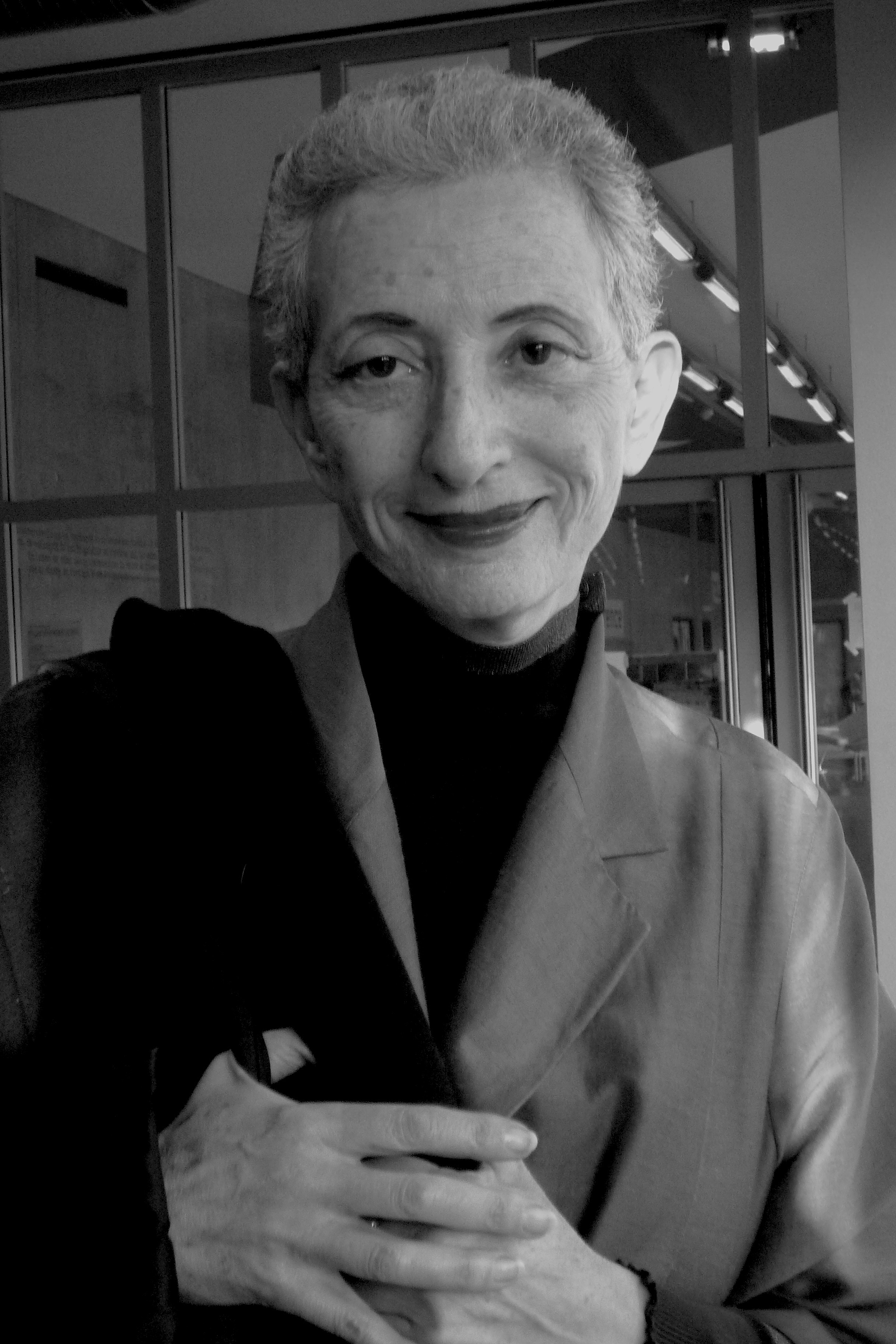
「女性学センター」を創設したエレーヌ・シクスー (2011年)

女性の存在と自己実現を妨げる束縛を打ち破るエクリチュール・フェミニンとして英米圏で「フレンチ・フェミニズム」の先駆けとされた「メデューサの笑い」（1975年）を書いたエレーヌ・シクスーは、五月革命の精神を受け継ぐ高等教育機関ヴァンセンヌ大学の創設（1969年）に参加した女性であり、ヴァンセンヌ大学がパリ第8大学としてサン＝ドニに移転したときに「女性学センター」（現「女性学・ジェンダー研究センター (CEFEG)」）を立ち上げた。同センターはフランスのみならず欧州の女性学研究においても先駆的な役割を果たすことになった。
フェミニズム思想家としては、この他、同じヴァンセンヌ大学で女性の身体・セクシュアリティ、母・娘の関係などを主なテーマとする講座を担当し、女性のセクシュアリティを語ることで抑圧的表象秩序の転覆を図ろうとしたリュス・イリガライ、ニーチェとフロイトの研究者で、伝統哲学に対するフェミニズム批評として古今の男性思想家のテクストの脱構築的読みを行ったサラ・コフマン、他者としての女性を男性中心主義的社会の秩序を脅かすと同時に、再活性化させる契機にもなり得るもの、したがって、エクリチュール・フェミニンを女性に限定しない詩的言語と捉え、近年では、ハンナ・アーレント、メラニー・クライン、シドニー＝ガブリエル・コレットに関する『女性の天才 ― 生、狂気、言葉』、『ボーヴォワール』などを著しているジュリア・クリステヴァがいる。
フランスにおける女性史研究の第一人者とされるミシェル・ペローは、アナール学派のジョルジュ・デュビィと共に『女の歴史』全5巻を監修し、『歴史の沈黙 ― 語られなかった女たちの記録』、『フランス現代史のなかの女たち』などを発表した。
生涯にわたってフェミニスト、反植民地主義者、エコロジスト、死刑廃止運動家として闘いを続けたフランソワーズ・ドボンヌは、エコロジカル・フェミニズム（エコフェミニズム）の提唱者である。ドボンヌは1974年出版の『フェミニズムか、死か』において人類が直面している危機の原因は人口過多と資源破壊であるとし、男性による女性の支配と自然の支配は同じイデオロギーに基づいており、女性の受胎能力と大地の肥沃さの発見が、これを支配するための家父長制の誕生につながったと論じる。さらに、男性優越主義（ファロクラティスム）は本来女性が担っていた農業が男性の手に渡ったときに生まれたと考えられる、したがって、今後、地球を救う役割を担うのは女性であり、エコフェミニズムとは、この「新たなヒューマニズム」であると主張した。1978年、エコロジー・フェミニズム協会を設立。だが、ドボンヌのエコフェミニズムの運動は、当時、フランスではほとんど反響を呼ばず、オーストラリアや米国において引き継がれ、大きな広がりを見せることになった。

### 制度改革
政界においてはデルフィ、ウィティッグ、ゼレンスキーらが「無名戦士の妻に」花束を捧げた1970年より前の1962年に、社会党員マリー＝テレーズ・エイケムを中心に政治クラブ「女性民主主義運動 (MDF)」が結成され、ジゼル・アリミ、写真家ジャニーヌ・ニエプス、社会学者エヴリーヌ・シュルロ、イヴェット・ルーディらが参加した。1965年に同クラブの機関誌『20世紀の女』が創刊され、ルーディが1971年まで編集長を務めた。1967年には女性民主主義運動の一環として、ゼレンスキーとジャクリーヌ・フェルトマンが男女混成のフェミニスト団体「女性・男性・未来」を結成。1969年に「フェミニズム・マルクス主義・行動」と改名された。デルフィらはこの団体にも参加している。1974年にヴァレリー・ジスカール・デスタン政権が成立。シモーヌ・ヴェイユが厚生相に任命され、第五共和政初の女性大臣が誕生した（ヴェイユは1979年に女性初の欧州議会議長となった）。このとき、フランソワーズ・ジルーが女性の地位副大臣に任命された。女性問題に特化したこの官職は、1981年に成立したフランソワ・ミッテラン政権下で首相付女性権利担当大臣となり、1985年には内閣に席を持つ正規の女性権利大臣となった。フランスは、この女性権利省の創設により、世界で初めて女性の権利を扱う大規模な管理執行機関を有する国となった。
首相付女性権利担当大臣、次いで女性権利大臣に就任したのはルーディである。彼女は、『女性権利ガイド』の作成・配布、女性の権利に関する相談所やDV被害者の避難施設の設置など多くの改革を推進し、「ルーディ法」と呼ばれる法律を2つ成立させた。人工妊娠中絶の保険適用（社会保障による払い戻し）に関する法律（1982年）と男女職業平等法（1983年）である。男女職業平等法は、募集・採用等の職業生活の全体における性差別の禁止、男女の職業上の機会の平等を確立するための女性への暫定的な優遇措置、同一労働同一賃金原則の前提の「同一価値労働」の定義の明示化、職場における男女の比較状況に関する報告書提出の企業への義務づけ等を主な内容としている。2000年に「パリテ法」（選挙候補者の男女同数制）が制定され、男女の政治参画への平等が促進された。ルーディはすでに1980年代からクオータ制の導入に取り組んでいたが、パリテ論争が本格化したのは、1996年、『レクスプレス』紙にクオータ制を導入のための憲法改正を求める「10人宣言」を掲載したときである。「10人宣言」に署名したのは、ルーディ、ヴェイユのほか、エディット・クレッソン、ミシェル・バルザック、カトリーヌ・タスカ、フレデリック・ブルダン、エレーヌ・ジスロ、カトリーヌ・ラリュミエール、ヴェロニク・ネエルツ、モニック・ペルティエであり、超党派の女性運動となった。

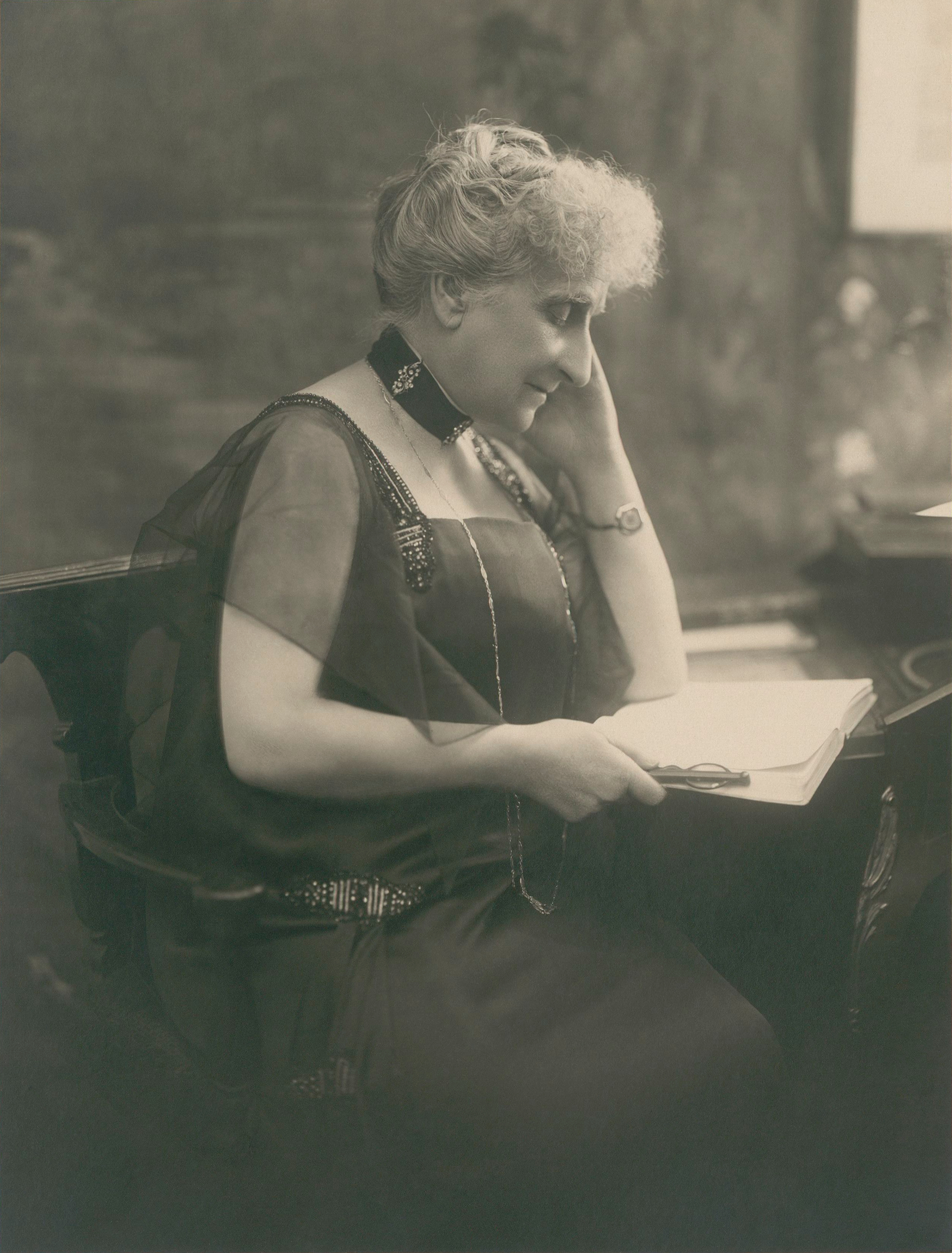
廃娼運動家アドリエンヌ・アヴリル・ド・サント＝クロワ (1925年)

第一波フェミニズムのマリア・ドレーム、アドリエンヌ・アヴリル・ド・サント＝クロワ、ルイーズ・ミシェルらは英国のジョセフィン・バトラーとともに廃娼運動に取り組んだ。英国では1886年にバトラーの尽力によって公娼制度が廃止され、スウェーデン、ノルウェー、アイスランドがこれに次いだが、フランスでは1946年のことである。フランスにおける公娼制度廃止の動きは1870年代前後から起こっていたが、最終的には売春婦のパリ市会議員マルト・リシャールが提出した法案により、同年4月13日の「マルト・リシャール法」が成立し、売春宿（メゾン・クローズ）が閉鎖された。1949年12月2日に国際連合総会で採択された人身売買禁止条約がフランスで批准されたのは1960年のことである。売春は女性の搾取や奴隷化であるとする一方で、中絶権が女性の自己決定権であるように、狭義のリベラル派を中心に「国には個人の性について決定する権利はない」と主張するフェミニストもいる。2013年にナジャット・ヴァロー＝ベルカセム女性権利大臣が売春客に罰金1,500ユーロを科す「売春客罰金制」法案を提出し、国民議会で可決され、激しい論争を呼んだ。以後、何度か修正が加えられ、2016年4月に国民議会で最終的に可決された。
1999年、民法改正により、連帯市民協約（PACS、パクス）が認められた。連帯市民協約とは、異性、同性を問わず、成年に達した個人二人が持続的共同生活を営むために交わされる契約であり、これにより、同性愛者を含み、婚姻関係を結ばない二人が、相続権などの一定の権利において、婚姻関係にある者と同じ保障を受けることができる。さらに、2013年5月17日の法律（トビラ法）により、同性婚が法制化された。

## 年表
| 年                                                                          | 出来事 (括弧内はフランス国外または国際的な出来事) |
| 中世後期 - フランス革命                                                     | |
| 1400年代、クリスティーヌ・ド・ピザン『薔薇物語』におけるミソジニーを批判。  | |
| マリー・ド・グルネー、『男女平等』(1622年)、「女性の不満」(1626年) を著す。 | |
| 1673年、フランソワ・プーラン・ド・ラ・バール『両性平等論』。                | |
| フランス革命期                                                              | |
| 1787                                                                        | ニコラ・ド・コンドルセ「ニューヘイヴンのあるブルジョワからヴァージニアの一市民への手紙」                                                                                           |
| 1789                                                                        | フランス人権宣言（人間と市民の権利の宣言） |
| 1790                                                                        | ニコラ・ド・コンドルセ「女性の市民権の承認について」 |
| 1791年憲法                                                                  | |
| 1791                                                                        | オランプ・ド・グージュ『女性および女性市民の権利宣言』 |
| 1792                                                                        | (メアリ・ウルストンクラフト『女性の権利の擁護』) |
| 第一共和政（1792年 - 1804年）                                               | |
| 1792                                                                        | 離婚の合法化 |
| 第一帝政（1804年 - 1814年）                                                 | |
| 1804                                                                        | ナポレオン法典制定 |
| 1810                                                                        | 刑法典第317条で人工妊娠中絶は犯罪（堕胎罪）とされる。 |
| 王政復古（1814年 - 1830年）                                                 | |
| 1816                                                                        | 離婚の禁止 |
| 1820年代以降 - フーリエ主義、サン＝シモン主義                               | |
| 七月王政（1830年 - 1848年）                                                 | |
| 1832                                                                        | デジレ・ゲー、ジャンヌ・ドロワン『自由な女性』紙を創刊。 |
| 第二共和政（1848年 - 1852年）                                               | |
| 1848                                                                        | 「1848年の女性たち」運動、ウジェニー・ニボワイエ『女性の声』紙を創刊。奴隷制廃止。                                                                                                 |
| 1949                                                                        | ジャンヌ・ドロワン、総選挙に出馬。 |
| 第二帝政（1852年 - 1870年）                                                 | |
| 1961                                                                        | ジュリー＝ヴィクトワール・ドービエ、女性で初めてバカロレアを取得。 |
| 1962                                                                        | エリザ・ルモニエ、初の女子職業教育学校を設立。 |
| 1869                                                                        | (ジョン・スチュアート・ミル『女性の解放』（原題『女性の隷従』）) |
| 1869                                                                        | レオン・リシェ、マリア・ドレーム『女性の権利』紙を創刊。 |
| 第三共和政（1870年 - 1940年）                                               | |
| 1870                                                                        | レオン・リシェ、マリア・ドレーム、女性の権利協会を設立。 |
| 1871                                                                        | パリ・コミューン革命政権下で政教分離、義務教育の無償化、世界初の女性参政権の実現、公娼制度の廃止（短命に終わる）。                                                                 |
| 1874                                                                        | (ニューヨーク国際女性連盟が結成される) 女性の権利協会を「女性の境遇の改善のための結社」に改名。                                                                                    |
| 1878                                                                        | パリ万国博覧会。パリで「女性の境遇の改善のための結社」主催による第1回国際女性の権利会議。                                                                                          |
| 1880年代以降 - 自由思想運動（女性解放運動、政教分離推進）                   | |
| 1881                                                                        | ユベルティーヌ・オークレール『女性市民』紙を創刊。 |
| 1881年および82年のジュール・フェリー法（公教育の無償化、義務化、非宗教化）  | |
| 1882                                                                        | レオン・リシェがフランス女性の権利連盟を結成（ヴィクトル・ユーゴー名誉会長）。 |
| 1884                                                                        | ナケ法による離婚の合法化 |
| 1888                                                                        | (米国で国際女性評議会 (ICW) 設立。) |
| 1891                                                                        | トマ事件（堕胎により12年の懲役刑） |
| 1896                                                                        | 新マルサス主義者ポール・ロバン、「母性の自由」を擁護する「人間再生同盟」結成。 |
| 1897                                                                        | マルグリット・デュラン、『ラ・フロンド』紙を創刊。 |
| 1901                                                                        | 全国フランス人女性評議会 |
| 1904                                                                        | ナポレオン法典制定100年。多くのフェミニスト団体が民法典改正を求めるデモを行う。 |
| 1905                                                                        | 政教分離法（ライシテ法） |
| 1908                                                                        | 市町村議会議員選挙でオークレール、ペルティエらが抗議デモ。 |
| 1909                                                                        | 女性参政権に関するビュイッソン報告書 |
| 1910                                                                        | マルグリット・デュラン、ユベルティーヌ・オークレールら約20人の女性が総選挙に出馬。候補を取り下げられる。                                                                           |
| 1932                                                                        | マルグリット・デュラン図書館開館。 |
| 1934                                                                        | ルイーズ・ワイスが女性参政権運動「新しい女性」を立ち上げる。 |
| 1936                                                                        | レオン・ブルム首相が初の女性議員3名を任命。 |
| 1944                                                                        | 女性参政権、実現。 |
| 1946                                                                        | 公娼制度廃止 |
| 1949                                                                        | シモーヌ・ド・ボーヴォワール『第二の性』 |
| 1954                                                                        | アルジェリア独立戦争勃発 |
| 1956                                                                        | 産婦人科医マリー＝アンドレ・ラグルア・ウェイユ＝アレが母性保護のための団体「幸福な母性」を結成。                                                                                   |
| 第五共和政                                                                  | |
| シャルル・ド・ゴール政権（1959年 - 1969年）                                 | |
| 1960                                                                        | 人身売買禁止条約批准 |
| 1962                                                                        | 社会党員マリー＝テレーズ・エイケム中心に政治クラブ「女性民主主義運動 (MDF)」結成。                                                                                                 |
| 1963                                                                        | (ベティ・フリーダン『女らしさの神話』（邦題『新しい女性の創造』）) |
| 1966                                                                        | (全米女性組織 (NOW) を設立) |
| 1967                                                                        | 男女混成のフェミニスト団体「女性・男性・未来」結成（1969年、「フェミニズム・マルクス主義・行動」に改名）。                                                                         |
| 1967                                                                        | ヌーヴィルト法（経口避妊薬解禁） |
| 1968                                                                        | 五月革命 |
| 1968                                                                        | アントワネット・フーク「精神分析と政治（プシケポ）」結成。 |
| 1969                                                                        | ヴァンセンヌ大学設立。 |
| 1960年代後半 - 1970年代前半、女性解放運動 (MLF)                             | |
| ジョルジュ・ポンピドゥー政権（1969年 - 1974年）                             | |
| 1970                                                                        | 8月26日、クリスティーヌ・デルフィ、モニック・ウィティッグ、アンヌ・ゼレンスキーらが、凱旋門で無名戦士の妻に花束を捧げる。                                                          |
| 1970                                                                        | (ケイト・ミレット『性の政治学』、ジャーメイン・グリア『去勢された女』、ロビン・モーガン編『シスターフッド（女性同士の連帯）は力強い』、シュラミス・ファイアストーン『性の弁証法』) |
| 1971                                                                        | LGBT運動の同性愛革命行動戦線 (FHAR)、「赤いレズ」結成。 |
| 1971                                                                        | ヴァンセンヌ大学、サン＝ドニに移転（パリ第8大学）。エレーヌ・シクスー、「女性学センター」設立。                                                                                    |
| 1971                                                                        | 343人のマニフェスト |
| 1972                                                                        | ボビニー裁判 |
| 1973                                                                        | 人工妊娠中絶と避妊の自由のための運動 |
| ヴァレリー・ジスカール・デスタン政権（1974年 - 1981年）                     | |
| 1974                                                                        | シモーヌ・ヴェイユが厚生相に任命され、第五共和制初の女性大臣が誕生。 |
| 1974                                                                        | フランソワーズ・ドボンヌ『フェミニズムか、死か』（エコロジカル・フェミニズム提唱）                                                                                                 |
| 1974                                                                        | アントワネット・フーク「デ・ファム社」（女性出版社）を創設。 |
| 1975                                                                        | ヴェイユ法（人工妊娠中絶の合法化） |
| 1975                                                                        | (国際婦人年 - 第1回世界女性会議) |
| 1975                                                                        | エレーヌ・シクスー「メデューサの笑い」 |
| 1977                                                                        | ボーヴォワールら、『フェミニズム問題』誌を創刊。 |
| 1980                                                                        | エリザベット・バダンテール『母性という神話』 |
| 1981                                                                        | (女子差別撤廃条約 - 第2回世界女性会議) |
| フランソワ・ミッテラン政権（1981年 - 1995年）                               | |
| 1982                                                                        | 人工妊娠中絶の保険適用に関するルーディ法 |
| 1983                                                                        | 男女職業平等法 |
| 1984                                                                        | クリスティーヌ・デルフィ『なにが女性の主要な敵なのか ― ラディカル・唯物論的分析』                                                                                                  |
| 1985                                                                        | 世界初の女性権利省 |
| ジャック・シラク政権（1995年 - 2007年）                                     | |
| 1995                                                                        | アントワネット・フーク『性は二つ ― フェミノロジー論』（差異派） |
| 1996                                                                        | クオータ制を導入のための憲法改正を求める10人宣言。パリテ法案（選挙候補者の男女同数制）論争。                                                                                       |
| 1999                                                                        | 民法典改正により連帯市民協約（PACS、パクス）の導入。 |
| 2000                                                                        | パリテ法成立。 |
| ニコラ・サルコジ政権（2007年 - 2012年）                                     | |
| フランソワ・オランド政権（2012年 - 2017年）                                 | |
| 2013                                                                        | 5月17日、トビラ法により、同性婚が法制化。 |
| 2016                                                                        | 売春客罰金制 |
| エマニュエル・マクロン政権（2017年 -）                                      | |
| 2018                                                                        | 性行為の同意年齢を15歳に設定。 |

## 参考資料
- Christine Bard, Sylvie Chaperon, Dictionnaire des féministes. France - XVIIIe-XXIe siècle, Presses Universitaires de France, 2017.
- 井上輝子、上野千鶴子、江原由美子、大沢真理、加納実紀代編『岩波 女性学事典』岩波書店、2002年。